# Dawn (Raumsonde)
Die Raumsonde Dawn (englisch für Morgendämmerung) des Discovery-Programms der NASA wurde am 27. September 2007 gestartet. Sie umkreiste und erforschte zwischen 2011 und 2018 den Asteroiden Vesta und den Zwergplaneten Ceres, in dessen Umlaufbahn sie sich weiterhin befindet. Der Name Dawn steht für das Ziel, Aufschluss über die Frühgeschichte des Sonnensystems zu erhalten, indem sie als erste Sonde die als sehr ursprünglich angesehenen Objekte des Asteroidengürtels besuchte. Es war die erste Mission, bei der eine Sonde bei zwei verschiedenen Himmelskörpern in den Orbit eintrat.
Die Mission wurde vom Jet Propulsion Laboratory (JPL) geleitet, während die wissenschaftliche Projektführung bei der University of California lag. Die Gesamtkosten wurden von der NASA mit 357,5 Millionen US-Dollar beziffert. Davon entfielen 281,7 Millionen Dollar auf die Entwicklung und den Bau der Sonde und 75,8 Millionen Dollar auf den Flugbetrieb für die Primärmission bis Juli 2015.

## Planung
Im Rahmen des Discovery-Programms wurden aus verschiedenen möglichen Projekten im Jahr 2001 Dawn und Kepler ausgewählt. Beide Missionen sollten 2006 gestartet werden.
Im November 2005 wurde die Vorbereitung der Mission vom JPL gestoppt. Ursache waren Kostenüberschreitungen bei der Fertigung der Sonde. Anfang 2006 sollte entschieden werden, ob die Mission mit einem späteren Startdatum weitergeführt oder ganz gestrichen wird. Da das Startfenster für die Sonde mit mehr als einem Jahr ungewöhnlich lang war, war ein Start der Mission bis Oktober 2007 möglich.
Am 3. März 2006 wurde bekanntgegeben, dass die Dawn-Mission gestrichen worden sei. Die zum größten Teil fertiggestellte Raumsonde sollte eingelagert werden. Allerdings gab der Chef der NASA Michael Griffin kurz darauf bekannt, die Streichung der Mission befinde sich vorerst in Überprüfung. Nur drei Wochen später gab die NASA am 27. März bekannt, dass das Dawn-Programm wieder aufgenommen worden sei.

## Missionsverlauf

### Vorbereitungen und Start
Die von Orbital Sciences gebaute Sonde sollte nach ursprünglichen Planungen im Juli 2007 mit einer Delta-II-Rakete starten. Während der Startvorbereitungen wurde am 11. Juni 2007 ein Solarzellenflügel von einem herunterfallenden Werkzeug beschädigt, konnte jedoch repariert werden, ohne den Zeitplan zu gefährden.

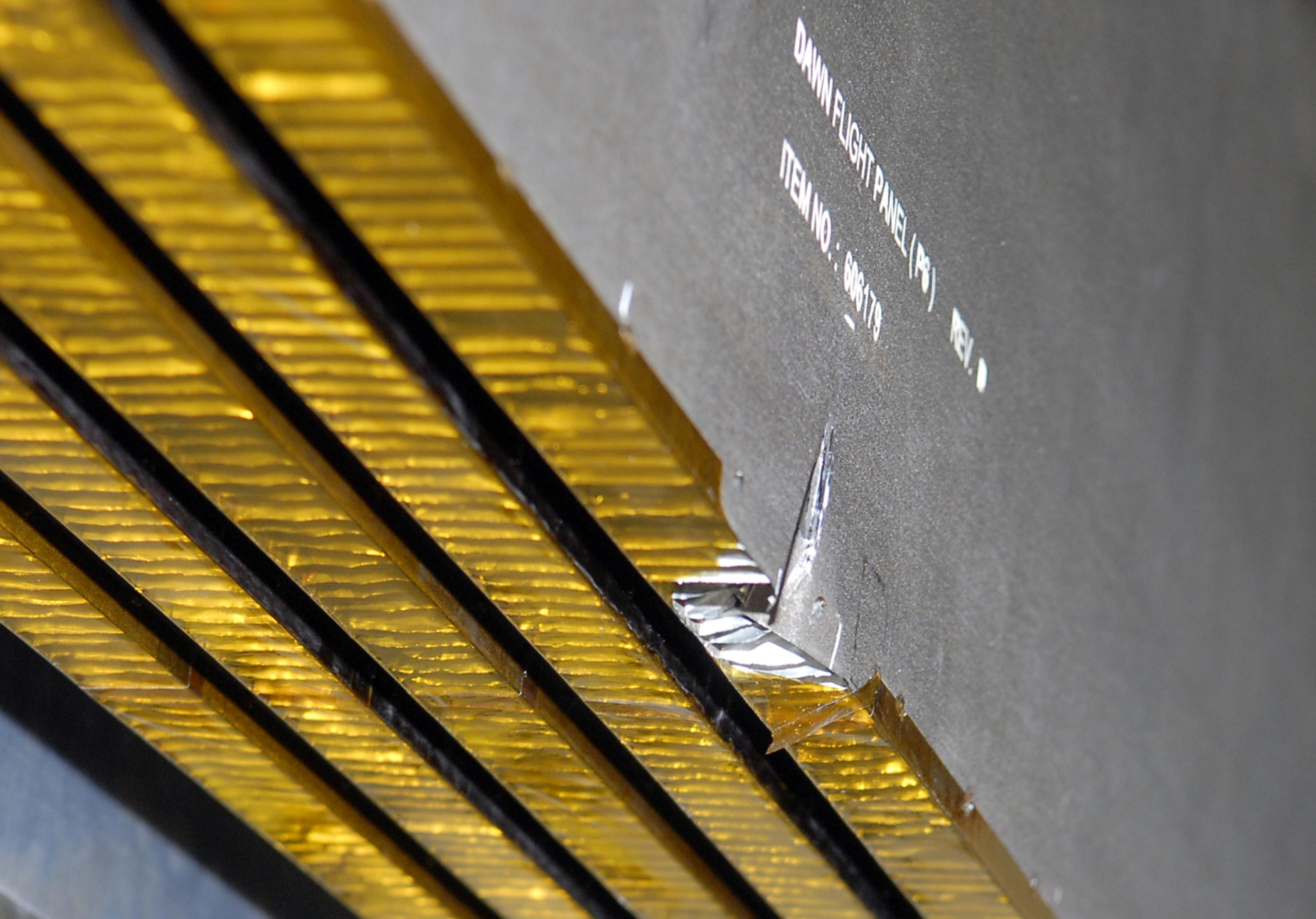
Beschädigung an einem Solarzellenflügel von Dawn
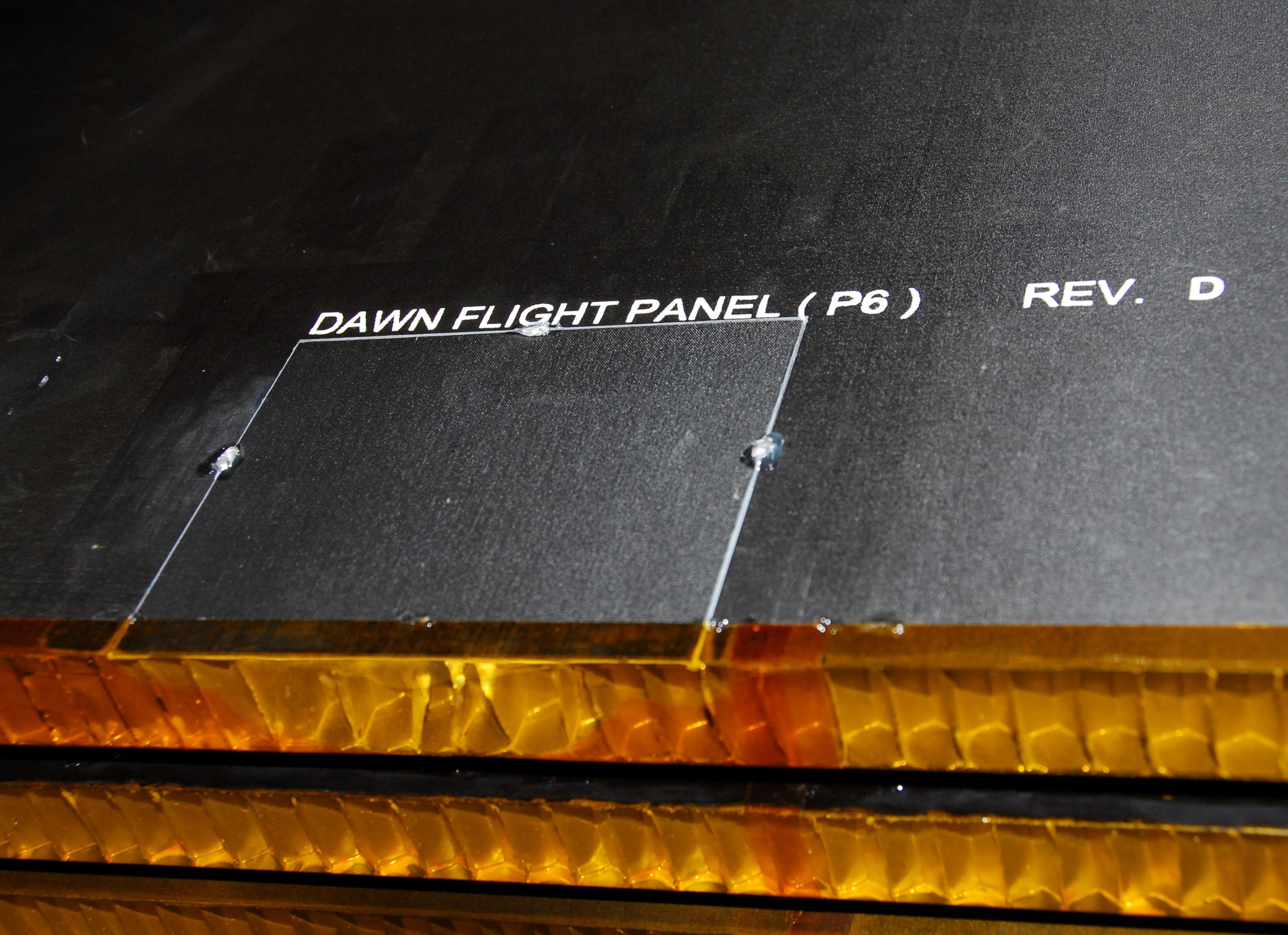
Der reparierte Solarzellenflügel
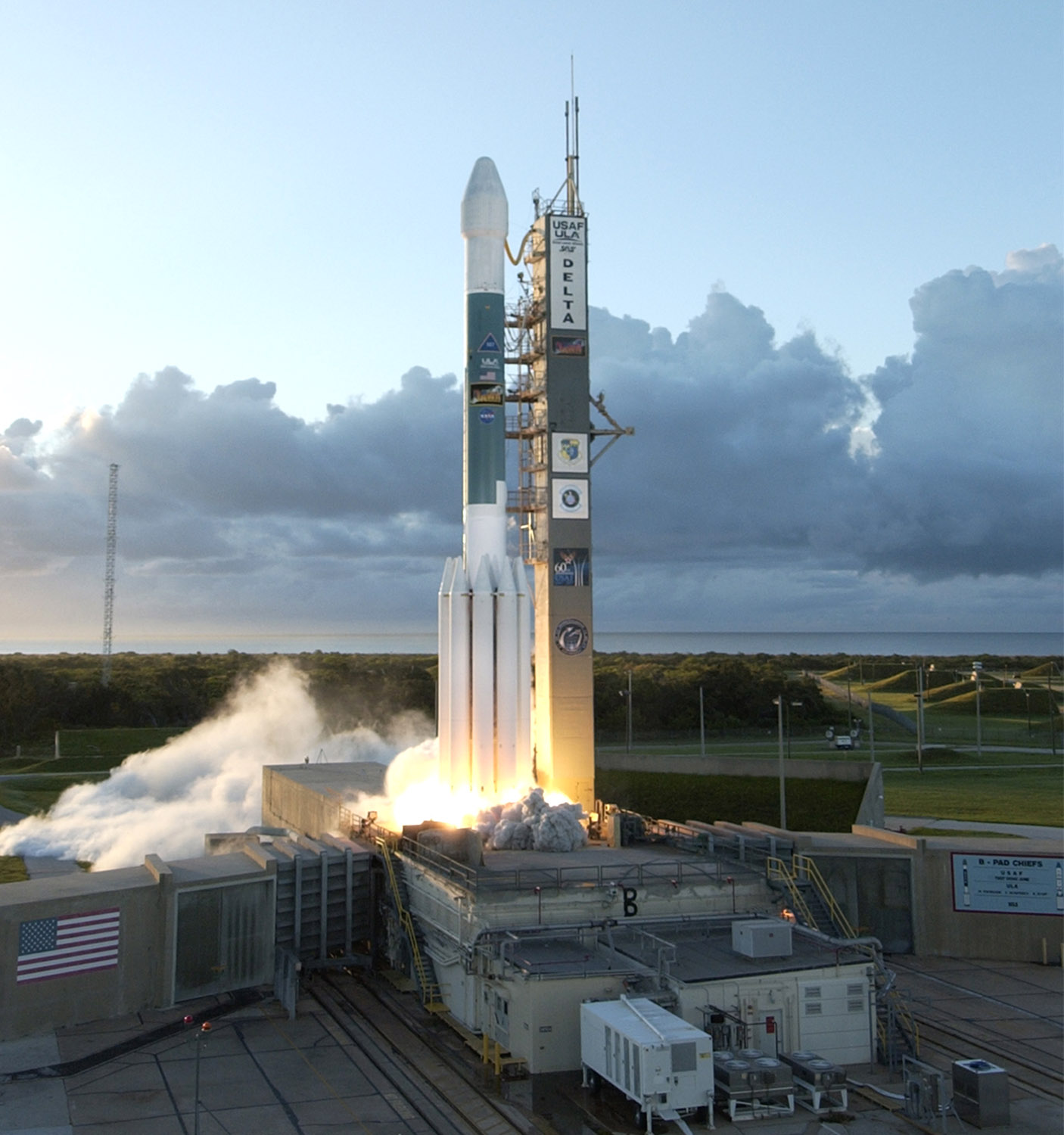
Start am 27. September 2007
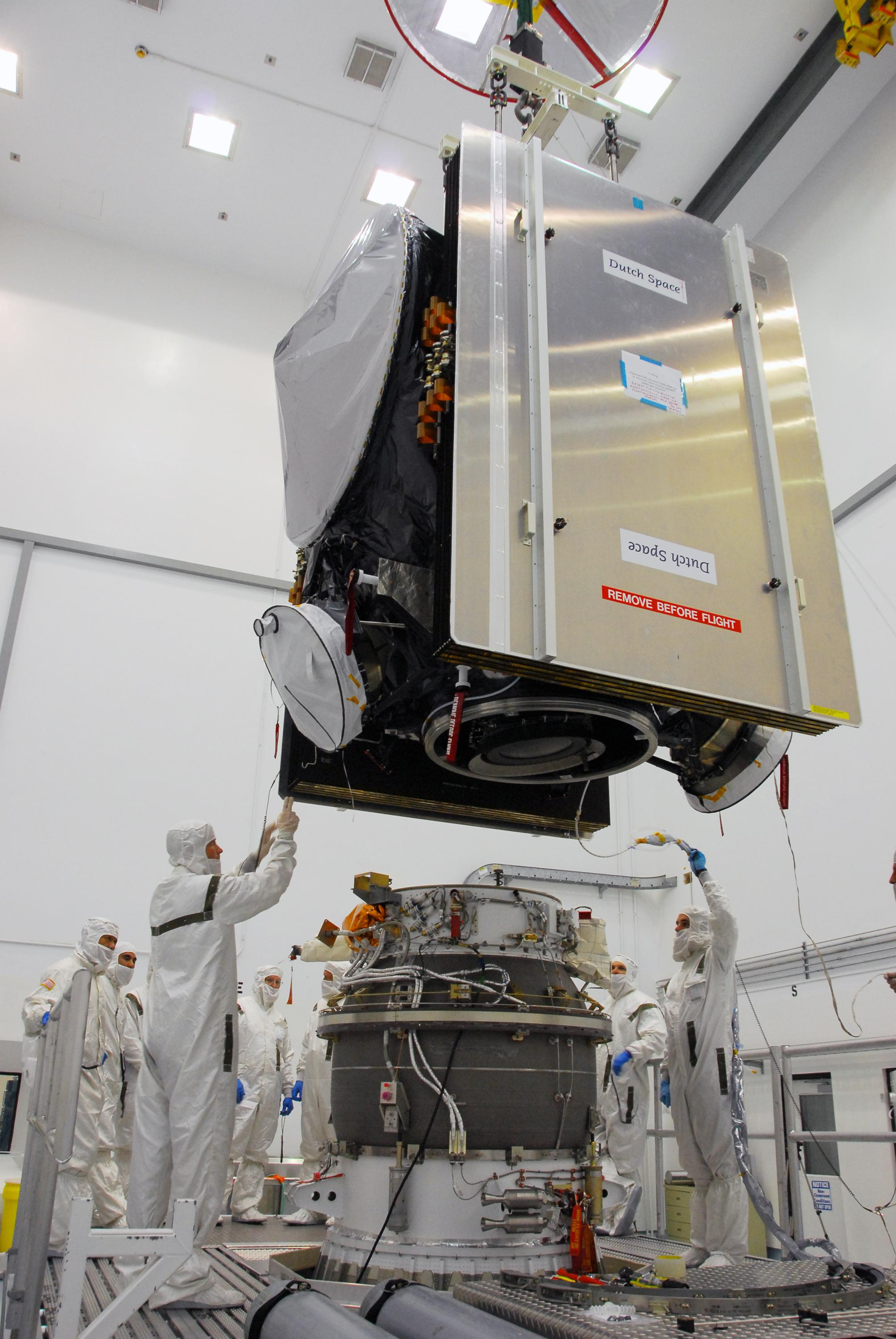
Dawn wird auf die Oberstufe ihrer Delta II Heavy gehoben
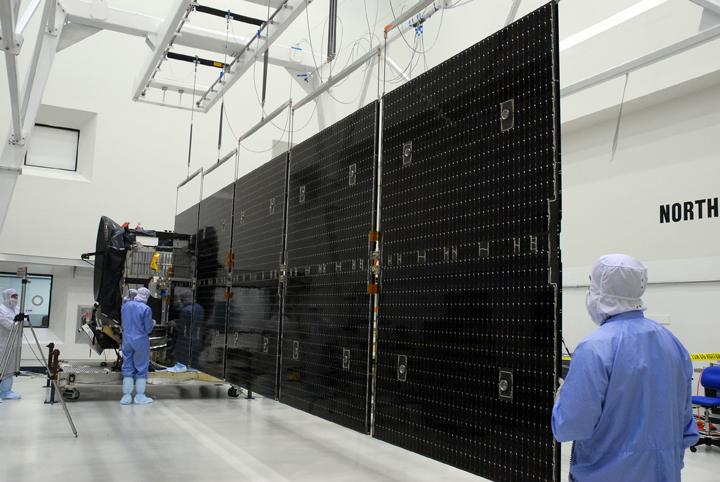
Blick entlang eines Solarpaneels für Dawn

Der Start wurde jedoch aus anderen Gründen um drei Monate verschoben und die bereits auf die Trägerrakete montierte Sonde wieder abgenommen und eingelagert. Am 27. September 2007 um 11:34 UTC wurde die wieder auf die Rakete montierte Raumsonde Dawn erfolgreich von Startrampe 17B der Cape Canaveral Air Force Station gestartet.

### Flug durchs innere Sonnensystem und Swing-by am Mars

Flugroute von Dawn

In den ersten 81 Tagen nach dem Start überprüfte die Bodenkontrolle Dawn und die Instrumente. Nach einer genauen interplanetaren Bahnbestimmung begann die Sonde am 17. Dezember 2007, eines der drei NSTAR-Ionentriebwerke im Dauermodus zu betreiben, um die Flugbahn auf eine Übergangsbahn zum Mars zu verändern. Nachdem etwa 85 % dieser Bahnellipse außerhalb der Erdbahn durchlaufen waren, führte Dawn am 17. Februar 2009 ein Swing-by-Manöver am Mars durch, um auf eine höhere Geschwindigkeit und auf eine sonnenfernere Bahn für den Flug zu Vesta zu gelangen. Nebenbei gab es einige Aufnahmen vom Mars.

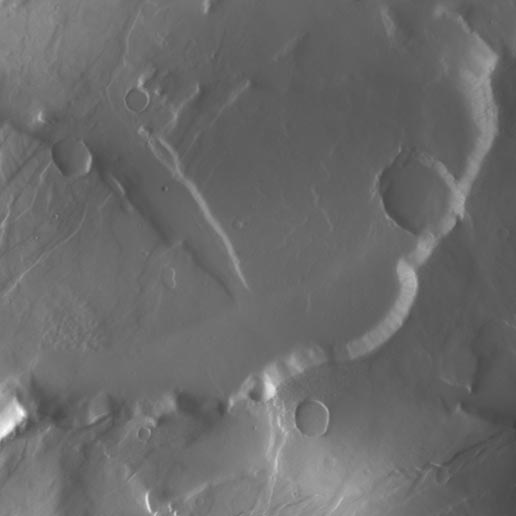
Vorbeiflug am Mars, 17. Februar 2009

### Asteroid Vesta
Ab Mai 2011 lieferte Dawn die ersten Aufnahmen von Vesta. Zu diesem Zeitpunkt dienten die Bilder nur zur Navigation der Sonde und waren noch nicht in Schärfe und Auflösung optimiert.
Am 16. Juli 2011 schwenkte Dawn in eine Bahn um Vesta mit einem Radius von etwa 16.000 Kilometer ein. Danach wurde der Orbitradius nach und nach weiter verringert. Anfang August wurde in einer Höhe von 2.700 Kilometer ein Orbit erreicht, in dem erste Bilder und wissenschaftliche Daten gesammelt werden konnten. Aus dieser Höhe wurde vor allem die Zusammensetzung der Oberfläche mit Hilfe spektroskopischer Untersuchungen bestimmt. Anschließend wurde die Höhe des Orbits auf knapp 680 Kilometer über der Oberfläche abgesenkt. In diesem Orbit wurde Vestas Oberfläche kartografiert und mittels Stereobildern wurden topografische Daten gesammelt. Danach wurde die Flughöhe noch weiter auf 200 Kilometer abgesenkt. In dieser Höhe wurde mittels des Gamma Ray/Neutron Spectrometers die Zusammensetzung der Oberfläche genauer analysiert. Als die Sonde im Frühjahr 2012 begann, sich von Vesta zu entfernen, verharrte sie kurz in einem Orbit von 2.700 Kilometer, um Daten zu sammeln. Der Winkel der Sonneneinstrahlung hatte sich verändert, so dass die Wissenschaftler zuvor verborgene Details und Oberflächenstrukturen aus einem unterschiedlichen Blickwinkel beobachten konnten.
Die ursprünglich geplante Dauer der Vesta-Mission wurde im April 2012 durch die NASA um vierzig Tage zunächst bis zum 26. August 2012 verlängert. Wegen des Ausfalls eines Reaktionsrades musste der Abflug von Vesta dann bis in den September verschoben werden. Dawn ist mit vier Reaktionsrädern ausgerüstet, von denen normalerweise mindestens drei funktionieren müssen. Nachdem aber bereits im Juni 2010 ein erstes Reaktionsrad ausgefallen war, wurde nun eine neue Software installiert, die den Betrieb auch mit nur zwei Reaktionsrädern unter Zuhilfenahme der Hydrazin-Triebwerke ermöglichte, so dass auch der Ausfall dieses zweiten Rades den weiteren Missionsverlauf nicht gefährden konnte.

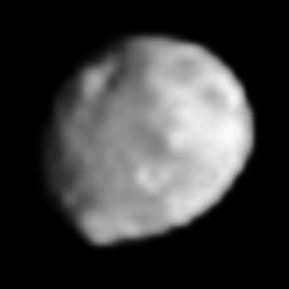
Annäherung an Vesta, 265.000 km, 14. Juni 2011
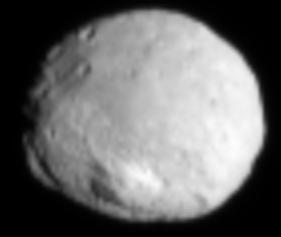
Vesta aus 100.000 Kilometern, 1. Juli 2011
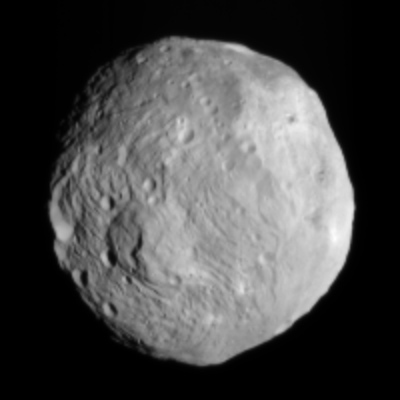
Vesta aus 41.000 Kilometern, 9. Juli 2011
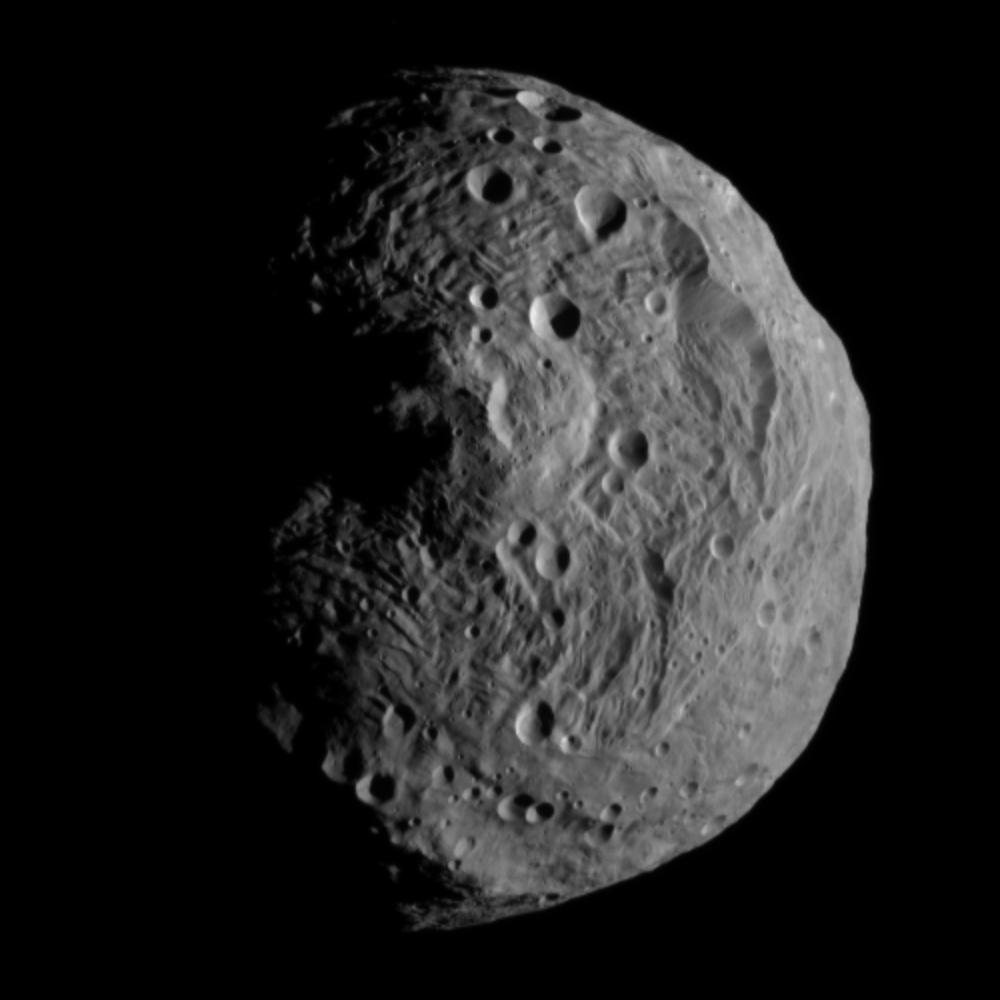
Erstes Bild aus dem Orbit in 16.000 Kilometern Abstand, 17. Juli 2011
Vesta in Rotation

### Ceres
Am 5. September 2012 verließ Dawn die Umlaufbahn um Vesta auf einer Transfer-Bahn zum Zwergplaneten Ceres. Diese Bahn wurde durch nahezu fortwährenden Schub aus dem Ionenantrieb erzeugt und führte auf einen etwa 10 % größeren Sonnenabstand.
Am 6. März 2015 trat die Sonde Dawn in eine sehr hohe Umlaufbahn um den Zwergplaneten Ceres ein, die danach für die Ausführung wissenschaftlicher Aufgaben schrittweise abgesenkt wurde. Die Primärmission bestand in der ersten Kartografierung der Oberfläche aus einem hohen Ceres-Orbit und endete im Juli 2015. Die NASA genehmigte Anfang Juli 2016 die Finanzierung der Anschlussmission. Als mögliche Anschlussmission war ursprünglich ein Besuch des Asteroiden (145) Adeona im Gespräch, aber mit den defekten Reaktionsrädern war nicht sicher, ob Dawn es bis dort in brauchbarem Zustand schaffen würde. Stattdessen wurde die Beobachtung von Ceres fortgesetzt.
Von Juli bis Dezember 2015 näherte sich Dawn der Oberfläche in mehreren Schritten spiralförmig bis auf 380 km; dies ermöglichte eine zweite Kartografierung mit einer Auflösung von 40 Meter pro Bildpunkt. Diese Sekundärmission, die auch zur detaillierten Erfassung der Bodenchemie diente, endete Ende Juni 2016. Ab 2. September 2016 wurde die Umlaufbahn wieder auf 1.460 km erhöht, um den Hydrazinverbrauch zu reduzieren. Damit befand sich die Sonde ungefähr wieder in der gleichen Höhe wie bei der ersten Kartografierung, aber die Beobachtung geschah nun aus einer anderen Perspektive. Von November bis Dezember wurde die Umlaufbahn weiter auf 7.200 km vergrößert, um die vorhergehenden Messungen zu wiederholen und damit präzisere Daten zu gewinnen. Die Gammastrahlen- und Neutronenspektrometer, die zuvor die Oberfläche untersuchten, untersuchten nun die kosmische Strahlung, um die Hintergrundstrahlung in die Berechnungen einbeziehen zu können und um die Daten zu kalibrieren.
Im Februar 2017 befand sich Dawn in einer hochgradig elliptischen Bahn in einer Höhe zwischen 7.520 km und 9.350 km und wechselte ab 23. Februar in eine Höhe von 20.000 km und in eine andere Umlaufebene, auch dieses erlaubte neue Perspektiven. Im Frühjahr befand sich die Sonne direkt hinter der Sonde in Opposition, so dass Ceres die höchste Abstrahlung hatte, man erhoffte sich dadurch zusätzliche Hinweise über die Beschaffenheit des Zwergplaneten.
Am 24. April 2017 fiel das dritte Reaktionsrad aus. Das letzte verbleibende Reaktionsrad wurde daraufhin deaktiviert und die Sonde setzte nur noch Hydrazin zur Lagekontrolle ein. Bereits im April 2011 war die geänderte Software zur Lagesteuerung im „Hybridmodus“ installiert worden, die die Sonde mit zwei Reaktionsrädern zusammen mit den Hydrazindüsen steuern kann. Die Flugbahnen und Beobachtungspläne wurden so modifiziert, dass die Steuerdüsen minimal in Betrieb waren, was die Reichweite der Hydrazinreserven vergrößerte. Die Software war auch auf den Ausfall der letzten Reaktionsräder vorbereitet, so dass keine Änderungen des Beobachtungsplans und keine Softwaremodifizierung mehr nötig waren.
Anfang Juni 2018 wurde auf eine elliptische Umlaufbahn mit einer Höhe von nur 50 km abgesenkt, um eine noch genauere Beobachtung der Ceresoberfläche zu ermöglichen. Die Ionentriebwerke waren ein letztes Mal am 21. Juni 2018 in Betrieb und wurden dann für immer deaktiviert. Der niedrige Orbit bedingte einen hohen Verbrauch von Hydrazin und wurde aus diesem Grund in die Schlussphase verlegt.

Ceres (Animation) am 4. Februar 2015
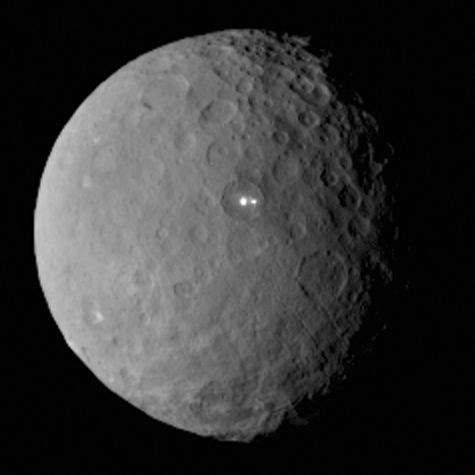
Ceres, aufgenommen am 19. Februar 2015
Ceres (Animation) am 19. Februar 2015
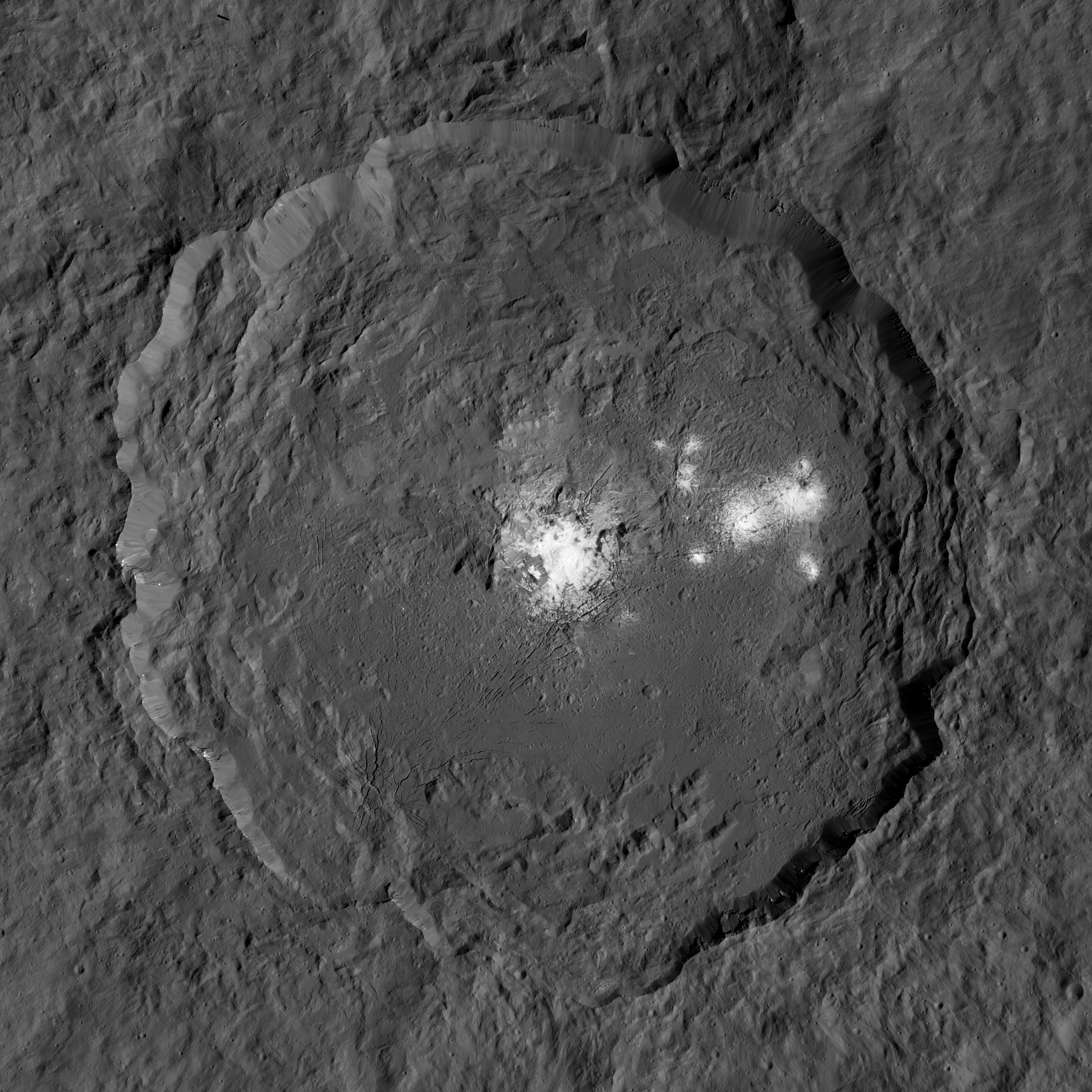
Occator-Krater mit den hellen Zonen Cerealia Facula in der Mitte und Vinalia Faculae auf der rechten Seite
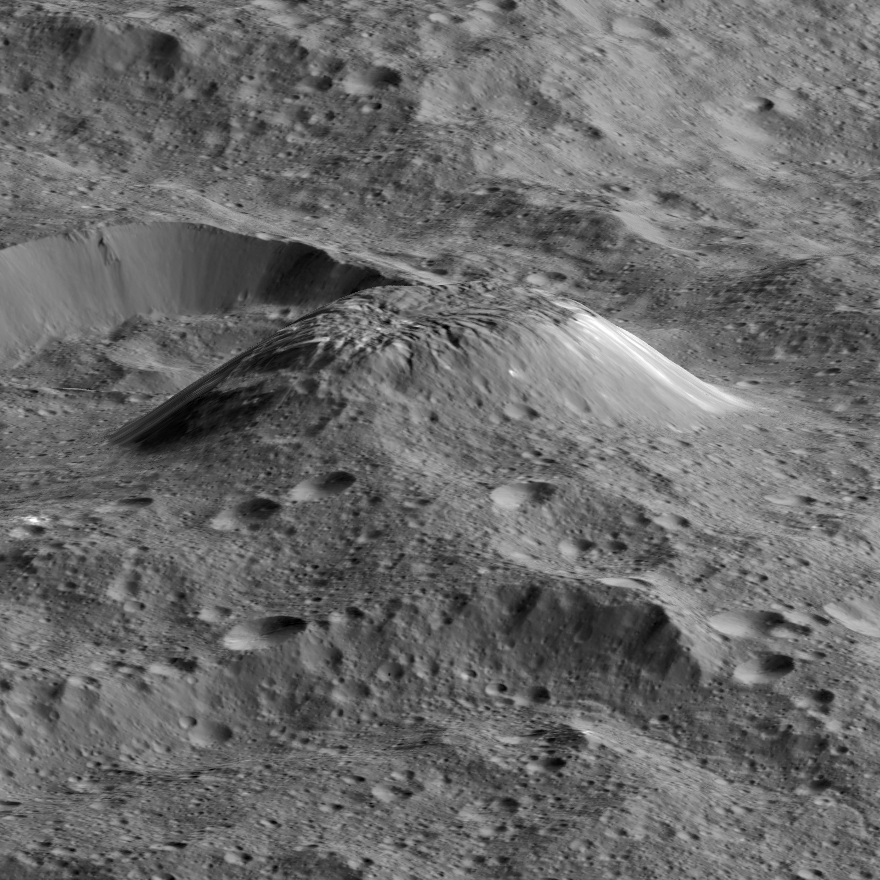
Ahuna Mons
- Animierter Überflug

### Ende der Mission

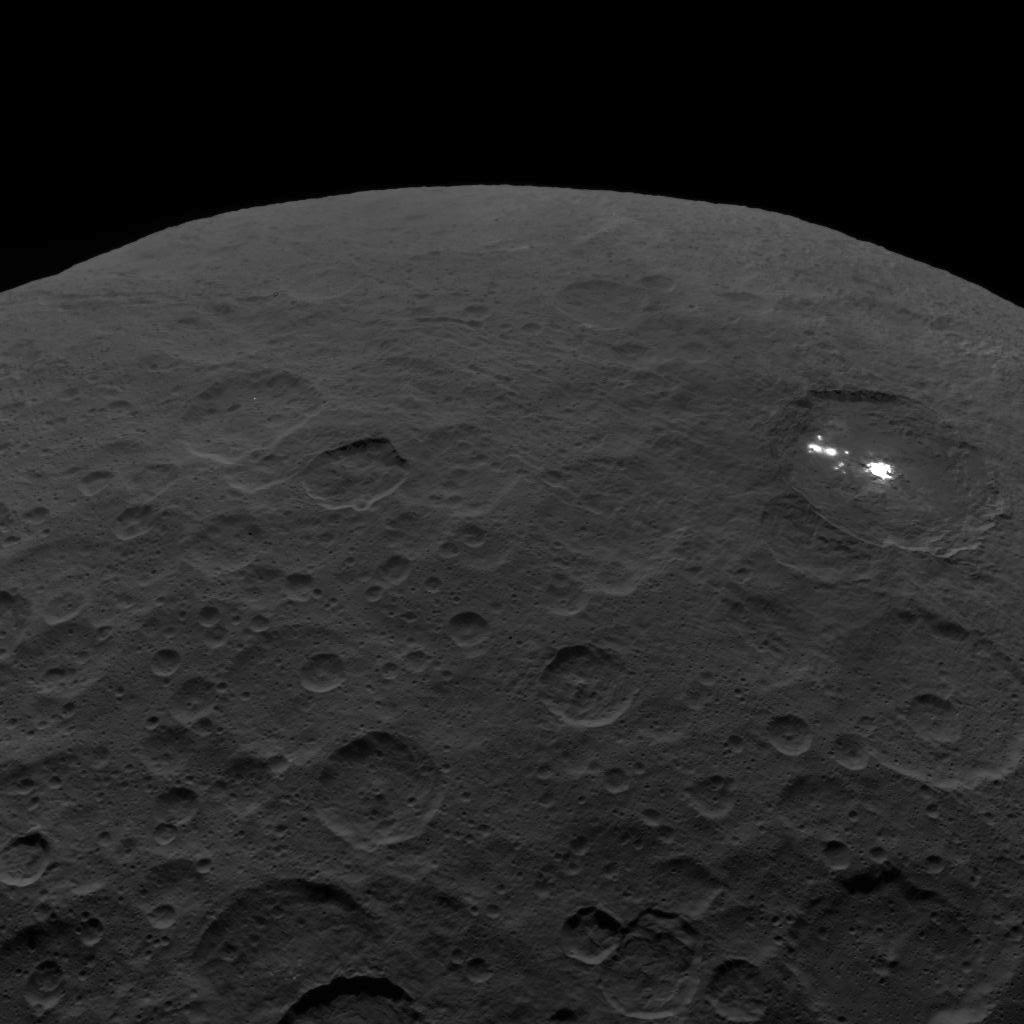
Eines der letzten Bilder

Am 1. November 2018 wurde die Mission für beendet erklärt, nachdem ein letzter Kontaktversuch gescheitert war. Die Hydrazinvorräte waren erschöpft, wodurch die Lageregelung versagte und die Stromversorgung zusammenbrach. Dawn wird noch für Jahrzehnte in einer Umlaufbahn um Ceres verbleiben.

## Technik
Die Dawn-Raumsonde hat als Hauptkörper einen Bus mit 1,36 m Höhe und hat mit voll entfalteten Solarzellenflächen eine Spannweite von 19,7 m. Die Startmasse betrug 1108 kg, davon 624 kg Leermasse.
Die Sonde verfügt über drei NSTAR-Ionentriebwerke mit einem spezifischen Impuls von 3.000 s, deren Vorgänger bereits bei der Deep-Space-1-Mission erprobt wurde. Die Triebwerke verwendeten Xenon als Stützmasse und wurden für die interplanetaren Transfers als Marschtriebwerke eingesetzt. 425 kg Xenon führte die Sonde mit (ursprünglich waren 450 kg geplant). Die drei 30-cm-Triebwerke waren in zwei Achsen schwenkbar, somit konnten sie auch zur Lagekontrolle eingesetzt werden. Von den drei Triebwerken konnte immer nur eines arbeiten. Während das Triebwerk von Deep Space 1.678 Tage lang im Einsatz war, wurden für diese Mission 2.100 Tage Betrieb eingeplant. Die Ionentriebwerke wurden zum ersten Mal am 6. Oktober 2007 in Betrieb genommen und waren bis zum Schluss in gutem Zustand. Insgesamt waren sie 2.141 Tage, das sind 5,87 Jahre und 53 % der Missionsdauer in Betrieb und bewirkten eine Geschwindigkeitsveränderung von insgesamt 41.360 km/h, das ist mehr als jedes andere Raumschiff bis dahin mit eigener Kraft erreichte. Bei Außerbetriebnahme der Ionentriebwerke waren der Berechnung zufolge 261 der 270 Liter Xenon verbraucht. Zum Einschwenken in die Umlaufbahnen um die Himmelskörper wurden dagegen herkömmliche mit Hydrazin betriebene Triebwerke benutzt.
Da der Ionenantrieb viel elektrische Energie benötigt, verfügt die Sonde über große Solarpaneele, die in Erdnähe 10 kW Leistung liefern, bei Ceres rechnete man mit noch 1 kW. Im ursprünglichen Entwurf waren viersegmentige Solarpaneele vorgesehen, die jedoch im Laufe der Entwicklung in fünfsegmentige mit 25 % mehr Solarzellenfläche und somit 25 % mehr Leistung geändert wurden.
Zur Kommunikation verfügt die Sonde über drei Niedergewinnantennen und eine Hochgewinnantenne mit einem Durchmesser von 152 cm. Die Niedergewinnantennen ermöglichen die Kommunikation mit kleiner Datenrate, auch wenn die Hochgewinnantenne nicht in Richtung zur Erde zeigt, aber es kann immer nur eine der drei in Betrieb sein. Die Sonde verfügt über zwei Small Deep-Space Transponder, ein drei Kilogramm schweres Bauteil, das mit Deep Space 1 zum ersten Mal eingesetzt und getestet wurde. Dieser kompakte und zuverlässige Sender konnte im X-Band empfangen und senden. Zwei Wanderfeldröhren mit 100 W Sendeleistung wurden mit der Hochgewinnantenne eingesetzt, es konnte jeweils nur eine der beiden in Betrieb sein. Die Datenrate erreichte bis zu 124 Kilobit/s.

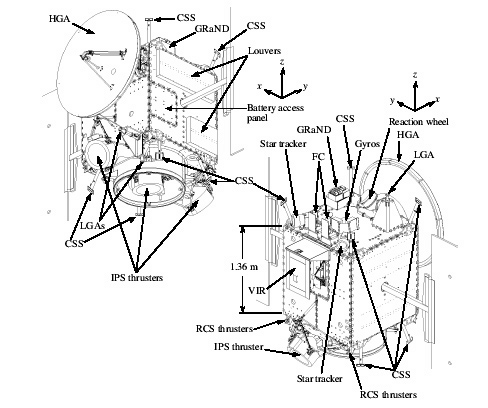
Dawns Bus mit Beschriftung (englisch)
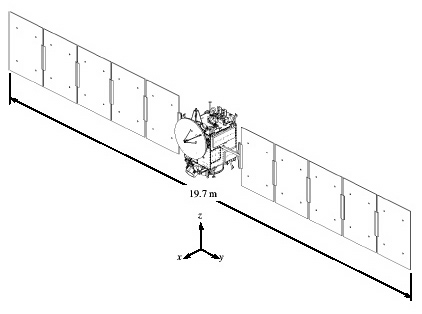
Dawns Spannweite mit entfalteten Solarzellenpaddeln
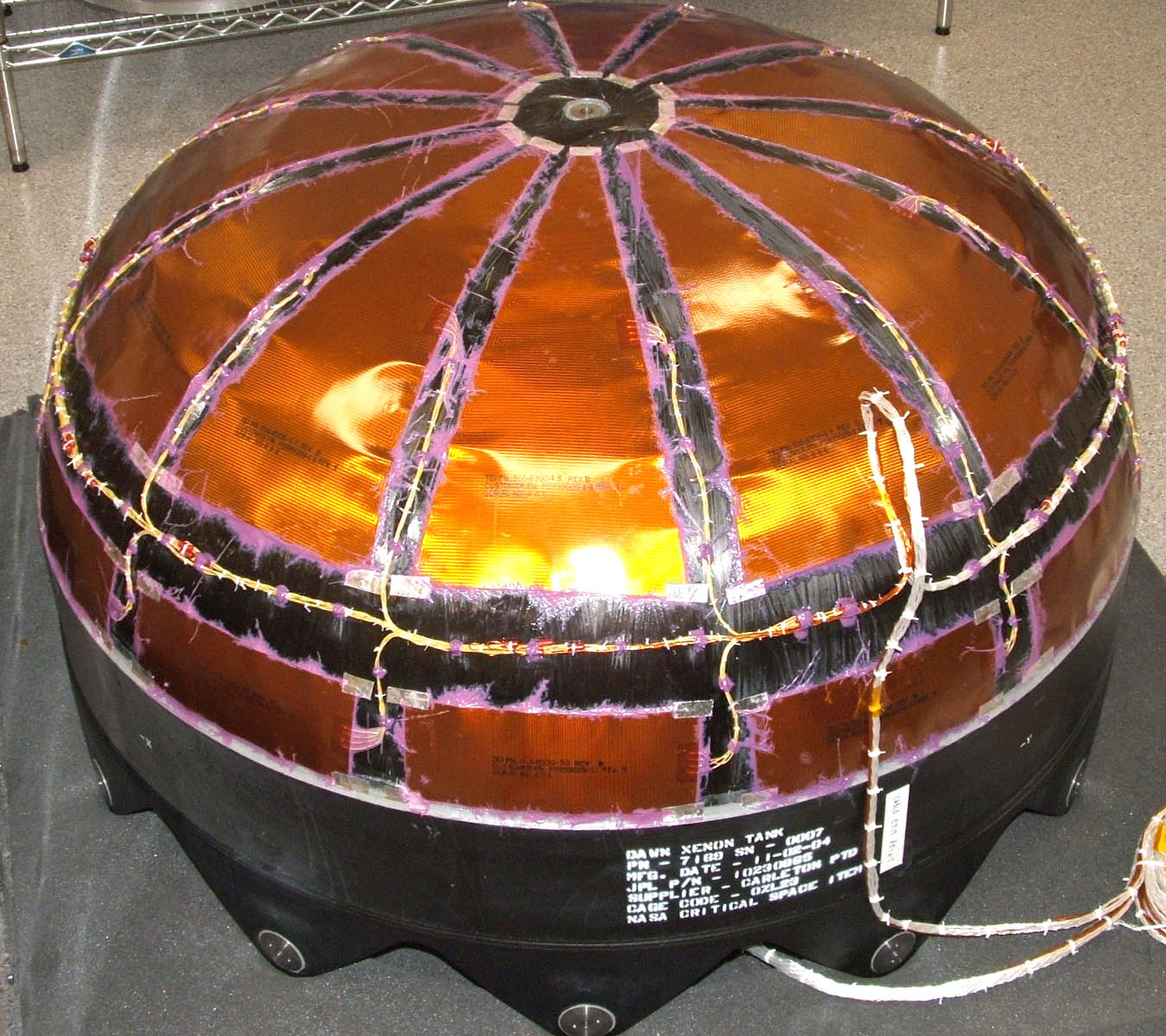
Dawns Xenon-Tank

## Instrumente

### Vorhandene Instrumente
Auf Dawn sind drei wissenschaftliche Instrumente integriert:
Framing Camera (FC)Dawn verfügt aus Gründen der Redundanz über zwei identische Kameras, die primär zur Kartierung der Asteroiden eingesetzt werden. Durch die multispektralen Aufnahmen der Kameras kann auch die geologische Zusammensetzung der Oberfläche studiert werden. Ein weiteres Einsatzgebiet der Kameras ist die optische Navigation der Sonde anhand von Sternenfeldern. Jede Kamera wiegt etwa fünf Kilogramm und benötigt etwa 18 Watt Leistung. Die Kameras wurden vom Max-Planck-Institut für Sonnensystemforschung in Kooperation mit dem deutschen Zentrum für Luft- und Raumfahrt (DLR) sowie dem Institut für Datentechnik und Kommunikationsnetze (IDA) an der Technischen Universität Braunschweig gebaut. Die Kamera hat sich bewährt und arbeitete während der gesamten Mission fehlerfrei. Reserveexemplare der Kamera sollen bei der Hera-Mission eingesetzt werden.
Visible and IR Spectrometer (Mapping Spectrometer (MS), intern 'VIR')VIR ist ein Spektrometer, der im sichtbaren und infraroten Licht arbeitet. VIR basiert auf dem VIRTIS-Instrument der Venus-Express-Mission und wurde von der italienischen Raumfahrtagentur ASI bereitgestellt.
Gamma Ray/Neutron Spectrometer (GR/NS, intern 'GRAND')Das Gammastrahlen/Neutronen-Spektrometer kartiert das Vorkommen von Hauptelementen wie Sauerstoff, Silicium, Eisen, Titan, Magnesium, Aluminium, Calcium sowie Spurenelementen wie Uran, Thorium, Kalium, Wasserstoff, Gadolinium und Samarium. Das Gamma Ray/Neutron Spectrometer kann das Vorhandensein von Wasserstoff entdecken, um das Niveau der Hydration der Asteroidenoberfläche zu bestimmen. Das Instrument wurde vom Los Alamos National Laboratory des US-Energieministeriums bereitgestellt.

### Gestrichene Instrumente
Weitere zwei Instrumente wurden aus dem endgültigen Entwurf der Sonde entfernt:
Magnetometer (Mag)Das Magnetometer sollte nach schwachen Magnetfeldern bei den Asteroiden suchen. Das Instrument wäre an einem fünf Meter langen Ausleger angebracht gewesen. Mag wurde vom University of California, Los Angeles bereitgestellt, aber aus Gewichtsgründen aus dem endgültigen Entwurf der Sonde entfernt.
Laser Altimeter (GLA)Das Laser-Höhenmessgerät sollte topografische Karten der Asteroiden erstellen und vom Goddard Space Flight Center der NASA geliefert werden. Die Vielzahl der Aufnahmen von verschiedenen Richtungen können stereoskopisch ausgewertet werden, um daraus Höheninformationen abzuleiten.

## Sonstiges
Die NASA gab Interessierten bis zum 4. November 2006 die Möglichkeit, ihren Namen an eine Webseite zu schicken, um ihn auf einen Microchip schreiben zu lassen, der in der Raumsonde mitfliegt. Bei dieser Internetkampagne „Send your name to the Asteroid Belt“ wurden rund 365.000 Namen registriert.
Bereits Mitte der 1980er Jahre war eine Raumsonde zum Asteroiden Vesta in Planung. Diese russisch-französische Kooperation hieß VESTA und sollte die erfolgreiche Zusammenarbeit bei den VEGA-Sonden fortsetzen. Der Start war für 1991/92 geplant. Aufgrund verschiedener Faktoren wurde diese Mission jedoch Ende der 1980er Jahre eingestellt.
Im März 2016 erhielt das Dawn-Team von NASA und JPL die Collier Trophy der National Aeronautic Association.